# Próspero López Buchardo
Próspero López Buchardo (* 2. Juli 1883 in Buenos Aires; † 8. März 1964 ebenda) war ein argentinischer Komponist und Maler.
Buchardo ist der jüngere Bruder von Carlos López Buchardo. Er studierte zunächst Jura, von 1904 bis 1913 bereiste er Europa, wo er Spanien, die Niederlande, Deutschland, Frankreich und Italien besuchte. Er studierte in Paris Malerei und bildete sich weitgehend autodidaktisch als Cellist aus. Anschließend wirkte er in Buenos Aires als Cellist und Komponist.
Er schrieb mehrere sinfonische und Bühnenwerke, ein Streich- und ein Saxophonquartett, Lieder, Ballettmusik und Klavierstücke.